# 君士坦丁·马克罗杜卡斯
君士坦丁·杜卡斯（希臘語：Κωνσταντίνος Δούκας；1185年5月30日去世），在尼基塔斯·霍尼阿特斯的史书中被称为“马克罗杜卡斯（Μακροδούκας，“高个杜卡斯”，可能是绰号）”，是一位拜占庭贵族。

## 生平
尽管他是科穆宁王朝晚期的重要人物，但无法得知他的家庭背景，以及他是否与11世纪的杜卡斯家族有关系。1166年他第一次出现在史料中，拥有“最可敬的可敬者”头衔，并与“至尊者”伊萨克·科穆宁之女，皇帝曼努埃尔一世（1143-1180年在位）的侄女结婚。1170、1176年，他两度随从曼努埃尔一世与塞尔柱突厥人作战。
在安德洛尼卡一世（1183-1185年在位）时，他一开始受到赏识，加封“最可敬者”。但之后他的内甥发动政变伊萨克·科穆宁发动叛乱，占据塞浦路斯岛，之后他与其他亲戚一同被逮捕，被指控谋反，并于5月30日被石刑处死，他侥幸未死，被拖到曼加纳区肢解。

## 家庭
他与伊萨克·科穆宁之女安娜·科穆宁娜结婚，他们至少有一个女儿，名叫佐伊·杜卡伊娜，与约翰·杜卡斯结婚。

## 引用
1. 1 2 3  Polemis 1968，第192頁.
2. ↑  Polemis 1968，第192–193頁.
3. ↑  Polemis 1968，第193頁.